# Onthophagus maringouensis
Onthophagus maringouensis är en skalbaggsart som beskrevs av Claudia Palestrini 1992. Onthophagus maringouensis ingår i släktet Onthophagus och familjen bladhorningar. Inga underarter finns listade i Catalogue of Life.